# Oreodera tenebrosa
Oreodera tenebrosa là một loài bọ cánh cứng trong họ Cerambycidae.